# Martin Roberts
Martin Roberts (* 6. Juni 1986 in Aberdare) ist ein walisischer Rugby-Union-Spieler, der auf der Position des Gedrängehalbs eingesetzt wird. Er ist für die walisische Nationalmannschaft und die Scarlets aktiv.
Roberts spielte bereits als Jugendlicher für verschiedenste walisische Auswahlmannschaften. Im Jahr 2005 gab er sein Debüt als Profispieler für die Ospreys gegen Bath. Im November 2007 spielte er für die 7er-Nationalmannschaft bei den Turnieren in George und Dubai, bevor er die Ospreys verließ und zu den Scarlets wechselte. 2008 wurde er erstmals für die Herrennationalmannschaft von Wales eingesetzt, Gegner war Kanada. Ein Jahr später folgten die nächsten Einsätze als Einwechselspieler gegen Neuseeland und Australien.